# Угринська (печера)
Пече́ра «Угри́нь» — карстова печера, геологічна пам'ятка природи місцевого значення в Україні. Розташована на південний схід від села Угринь Чортківського району Тернопільської області.
Загальна довжина — 3562 м Утворилась у верхньотортонських (неоген) гіпсах. Вхід — у верхній частині схилу долини річки Млинки (ліва притока Серету).
Площа природоохоронної ділянки — 0,25 га. Оголошена об'єктом природно-заповідного фонду рішенням виконкому Тернопільської обласної ради № 870 від 20 грудня 1968 року. Перебуває у віданні Угринської сільради.

## Історія відкриття та дослідження
Ближня частина печери відома ще з першої половини XX століття. Історія відкриття печери така: на схилі гори добували гіпс, після чого його випалювали і перемелювали на суміш, яка використовувалось у будівництві. Для місцевого землевласника, пана Потоцького, із гіпсового каміння виготовляли різні прикраси: декоративні попільнички, скиньки та ін. Робітники, що добували гіпс, ненароком пробили малий отвір у землі, але не звернули на це уваги.
У 1934 році вчитель місцевої школи Отецький зацікавився цим отвором в горі. Він розкопав його і натрапив на великий підземний зал. З того часу почалось освоєння печери. Бригада у кількості 15 чоловік розчищала підземні ходи протягом 2 років. Згодом, Угринська печера стала власністю «Подільського товариства туристично-краєзнавчого» (ПТТК), нею опікувалося Чортківське відділення ПТКТ. Цілком доступною для туристів печера Угринська стала з 1935 року. На вході було збудовано браму з написом: «Вхід у підземні лабіринти — платний». При печері утримувався провідник, що проводив екскурсії в печеру за вхідними квитками.
Угринська печера набуває популярності. Оглядати її приїздять відвідувачі зі Сербії, Румунії, Франції, Англії, інших країн.
Нею цікавляться вчені та студенти Тернополя, Львова, Кракова, Варшави. Всі, хто побував у печері, залишали свої відгуки про неї у спеціальній книзі відвідувачів.
Перше письмове повідомлення про печеру датується 1936 роком — згадка у «Путівнику по Тернопільському воєводству» Томаша Кунцека: «За церквою знаходиться гіпсова печера, одна із найкращих на Поділлі. На сьогодні у власності ПТТК (Подільське Товариство Туристично Краєзнавче).
Зближується  геологічною будовою із гарними кришталевими печерами у Верхньому Кривчому. Печера має кілька підземних залів, декілька особливо довгих і великих коридорів. В 1935 р. була цілком підготовленою для доступу туристів через Чортківський відділ ПТТК і пристосована до масового відвідування.
На місці є провідник, який проводить екскурсії за вхідними квитками (за ціною 10 і 20 грошей).
Квитки можна отримати в інформаційному бюро ПТТК у Чорткові або місцевій загальній школі. При вході знаходиться таблиця орієнтаційна».
У 1959 році печеру досліджував вчитель Угринської восьмирічної школи Михайло Біль. Він зробив невеличкий опис печери і опублікував її у районній газеті.
Вперше повний план відомої частини печери виконав у 1962 році шахтовий загін Інституту мінеральних ресурсів м. Сімферополя. Під керівництвом В. М. Дублянського було закартовано 428 м.

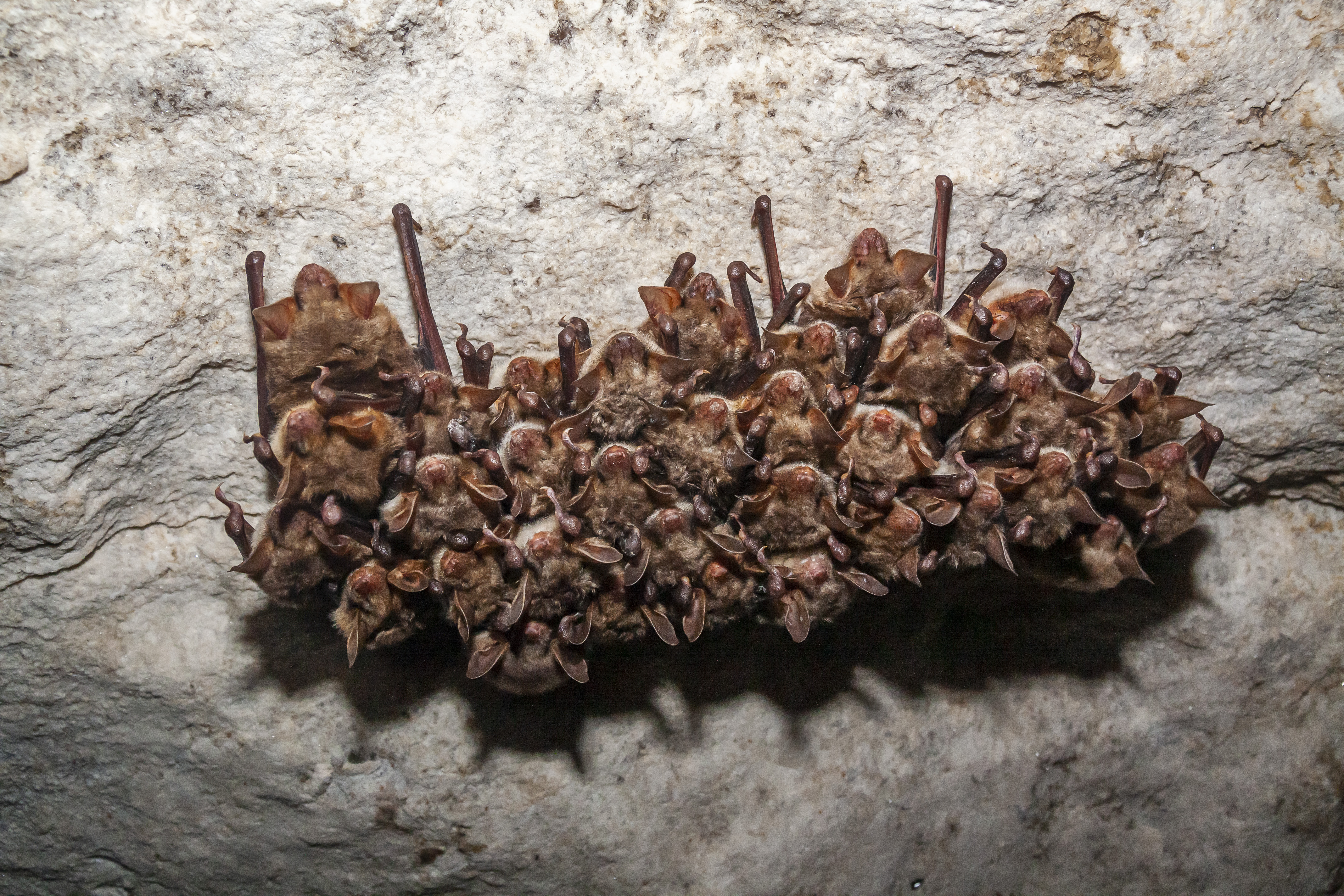
Кажани у печері

У 2018 році печеру Угринь було включено до Переліку ключових місцезнаходжень рукокрилих Європи (Important Underground Sites for Bats in Europe), ведення якого здійснюється під егідою Угоди про збереження популяцій європейських видів кажанів (EUROBATS). З'ясовано, що печера Угринь є зимовим та міжсезонним сховищем для щонайменше шести видів рукокрилих: Myotis bechsteinii (Kuhl, 1817) — нічниці довговухої, Myotis daubentonii (Kuhl, 1817) — нічниці водяної; Myotis myotis (Borkhausen, 1797) — нічниці великої; Myotis nattereri (Kuhl, 1817) — нічниці війчастої; Plecotus auritus (Linnaeus, 1758) — вуханя бурого; Rhinolophus hipposideros (Borkhausen, 1797) — підковика малого. Максимальну кількість кажанів в Угрині зареєстровано на зимівлі 2014/2015 рр., коли у печері відмічено щонайменше 120 особин кажанів, переважно — нічниці великої.
Весною 2018 року було розпочато повне перекартування печери командою Чортківського клубу спелеологів «Кристал» у складі С. Кривень та Я. Кривень. У вересні 2018 року було створено детальну карту лабіринту, довжина якого становила 2963 м.
У травні 2019 командою спелеологів «Кристал» під керівництвом Зарембського Ю. було знайдено продовження печери Угринь. Наразі закартовано 599 м. нових ходів.